# San Carlos de Guaroa
San Carlos de Guaroa est une municipalité située dans le département de Meta en Colombie.